# Brkač
Brkač (wł. Bercaz (S. Pancrazio)) – wieś w Chorwacji, w żupanii istryjskiej, w gminie Motovun. W 2011 roku liczyła 216 mieszkańców.